# Macrophiothrix nobilis
Macrophiothrix nobilis är en ormstjärneart som först beskrevs av Jean Baptiste François René Koehler 1905.  Macrophiothrix nobilis ingår i släktet Macrophiothrix och familjen Ophiothrichidae. Inga underarter finns listade i Catalogue of Life.